# Tetsurō Ōta
Tetsurō Ōta (japanisch 太田 徹郎 Ōta Tetsurō; * 2. Juli 1989 in der Präfektur Ibaraki) ist ein japanischer Fußballspieler.

## Karriere
Ōta erlernte das Fußballspielen in der Jugendmannschaft von Kashiwa Reysol. Seinen ersten Vertrag unterschrieb er 2008 bei Montedio Yamagata. Der Verein spielte in der zweithöchsten Liga des Landes, der J2 League. 2008 wurde er mit dem Verein Vizemeister der J2 League und stieg in die J1 League auf. Am Ende der Saison 2011 stieg der Verein in die J2 League ab. Für den Verein absolvierte er 54 Ligaspiele. 2013 wechselte er zum Erstligisten Kashiwa Reysol. 2013 gewann er mit dem Verein den J.League Cup. Für den Verein absolvierte er 57 Erstligaspiele. 2017 wechselte er zum Ligakonkurrenten Sagan Tosu. Im Juli 2017 wechselte er zum Zweitligisten Montedio Yamagata. Für den Verein absolvierte er neun Ligaspiele.

## Erfolge
Kashiwa Reysol
- J.League Cup

Sieger: 2013